# Ed Nelson
Edwin Stafford Nelson (New Orleans, 21 december 1928 – Greensboro, 9 augustus 2014) was een Amerikaans acteur.

## Biografie
Nelson begon met zijn carrière als acteur tijdens zijn studie. In 1956 verhuisde hij naar Los Angeles om er zijn doorbraak te maken. Hij kreeg hier bijrollen in B-films, voornamelijk in die van de befaamde regisseur Roger Corman, zoals Swamp Women (1955), Carnival Rock (1957), Attack of the Crab Monsters (1957), Rock All Night (1957), Teenage Doll (1957), I Mobster (1958), Teenage Cave Man (1958) en She Gods of Shark Reef (1958). Vanaf 1958 begon Nelson hoofdrollen te krijgen in sciencefiction- en horrorfilms met een laag budget. Later kreeg hij ook rollen in meer memorabele films, zoals Elmer Gantry (1960) en Judgment at Nuremberg (1961). Verder kreeg hij gastrollen in verscheidene televisieseries, zoals Bat Masterson, Maverick, Bonanza, Rawhide, The Twilight Zone, The Alfred Hitchcock Hour, The Outer Limits, Combat!, Wagon Train, Gunsmoke en Perry Mason. 
In 1964 kreeg Nelson de rol van dokter Michael Rossi in de eerste primetime soapserie Peyton Place. De rol bleef hij spelen tot de serie werd stopgezet in 1969, na 514 afleveringen. Deze rol leverde hem zo'n grote bekendheid op dat hij zelfs te gast was in de Nederlandse kwis Eén van de acht van Mies Bouwman. Mies probeerde daarin een voor de kijkers meer bevredigend slot aan Peyton Place te maken. Dokter Rossi was aan het eind van de serie in de cel beland op verdenking van een moord, waarmee de serie eigenlijk als een nachtkaars uitging. In het tv-programma maakte Mies Bouwman symbolisch de celdeur met een grote sleutel open en liet dokter Rossi weer vrij. Hierna bleef Nelson voornamelijk gastrollen in televisieseries spelen en had hij rollen in televisiefilms. Ook verscheen hij in bekende films, zoals Airport 1975 (1974), Police Academy 3: Back in Training (1986) en Runaway Jury (2003).
Hij overleed in 2014 in Greensboro, North Carolina aan hartfalen.
- Biblioteca Nacional de España: XX1537247
- Bibliothèque nationale de France: cb14486102g (data)
- Gemeinsame Normdatei: 1235256197
- International Standard Name Identifier: 0000 0001 1473 0264
- Library of Congress Control Number: nr2005000397
- Virtual International Authority File: 56564057
- WorldCat: E39PBJrKYtVXrxVQtXfCwfDKBP